# Xenia Onatopp
Xenia Sergeyevna Onatopp è un personaggio antagonista secondario del film Goldeneye della serie 007, interpretata da Famke Janssen.

## Biografia
Originaria della ex repubblica sovietica della Georgia, dopo la dissoluzione del paese si unisce a un'organizzazione criminale guidata dall'ex agente dei servizi segreti britannici Janus. Pericolosissima killer, il suo metodo preferito per uccidere le proprie vittime è quello di stritolarle tra le proprie cosce spezzando loro la cassa toracica. La cosa avviene spesso durante un rapporto sessuale dove lei raggiunge l'orgasmo. Visibilmente psicopatica, prova grande eccitazione nell'uccidere. Di carattere forte alla pari di Bond, Xenia non ama perdere. Violenta e spietata, Xenia sembra essere molto vicino a Janus, essendo il suo assistente numero uno oltre che complice nelle missioni più pericolose.
Durante il film, Xenia affianca Trevelyan o Ouromov e tenta di uccidere James Bond proprio con il suo metodo preferito, fallendo nell'impresa. Alla fine, attacca Bond e Natalya Simonova nella foresta ma Bond, seppure stretto nella presa delle sue gambe, spara all'elicottero a cui lei è agganciata con una fune che, precipitando, la trascina verso la morte.

## Curiosità
- Sebbene nel film non sia specificato, Xenia sembra essere l'amante di Alec Trevelyan oltre che del generale Ouromov.
- Le scarpe usate dal personaggio nel film furono fabbricate apposta per l'attrice Famke Janssen dato che porta come numero il 43.
- Come in altri film della serie, il suo nome è un gioco di parole con allusione sessuale (Onatopp ovvero "on a top", quella che durante il rapporto sta sopra. Bond stesso coglie l'allusione durante il loro incontro al casino).
- Inizialmente il ruolo fu pensato per Sela Ward